# Inongo (territorium)
Inongo är ett territorium i Kongo-Kinshasa. Det ligger i provinsen Mai-Ndombe, i den västra delen av landet, 400 km nordost om huvudstaden Kinshasa. Inongo ligger vid Mai-Ndombesjön.